# Кембел Скот
Кембел Скот (енгл. Campbell Scott; рођен 19. јула 1961. у Њујорку, Њујорк), амерички је позоришни, филмски и ТВ глумац.
Једна од његових полусестара по оцу је глумица Девон Скот.